# Підводні човни типу I
| Підводні човни типу І      | Підводні човни типу І                                   | Підводні човни типу І                                   |
| -------------------------- | ------------------------------------------------------- | ------------------------------------------------------- |
|                            |                                                         |                                                         |
|                            |                                                         |                                                         |
|                            |                                                         |                                                         |
| Під прапором               | Третій Рейх                                             | Третій Рейх                                             |
| Проєкт                     |                                                         |                                                         |
| Тип ПЧ                     | Торпедний ДПЧ                                           | Торпедний ДПЧ                                           |
| Основні характеристики     |                                                         |                                                         |
| Швидкість (надводна)       | 17,75—18,6 вузла                                        | 17,75—18,6 вузла                                        |
| Швидкість (підводна)       | 8,3 вузла                                               | 8,3 вузла                                               |
| Гранична глибина занурення | 200 м                                                   | 200 м                                                   |
| Екіпаж                     | 43 особи                                                | 43 особи                                                |
| Розміри                    |                                                         |                                                         |
| Довжина найбільша (по КВЛ) | 72,39 м                                                 | 72,39 м                                                 |
| Ширина корпусу найб.       | 6,21 м                                                  | 6,21 м                                                  |
| Висота                     | 9,20 м                                                  | 9,20 м                                                  |
| Середня осадка (по КВЛ)    | 4,30 м                                                  | 4,30 м                                                  |
| Водотоннажність надводна   | 862 т                                                   | 862 т                                                   |
| Озброєння                  |                                                         |                                                         |
| Артилерія                  | одна палубна гармата калібру 105-мм, одна 20-мм гармата | одна палубна гармата калібру 105-мм, одна 20-мм гармата |
| Торпедно- мінне озброєння  | 4 носових і два кормових ТА. 14 торпед або 42 міни      | 4 носових і два кормових ТА. 14 торпед або 42 міни      |

Підводні човни типу I — серія дизель-електричних великих океанічних німецьких підводних човнів Третього Рейху часів Другої світової війни.

## Історія

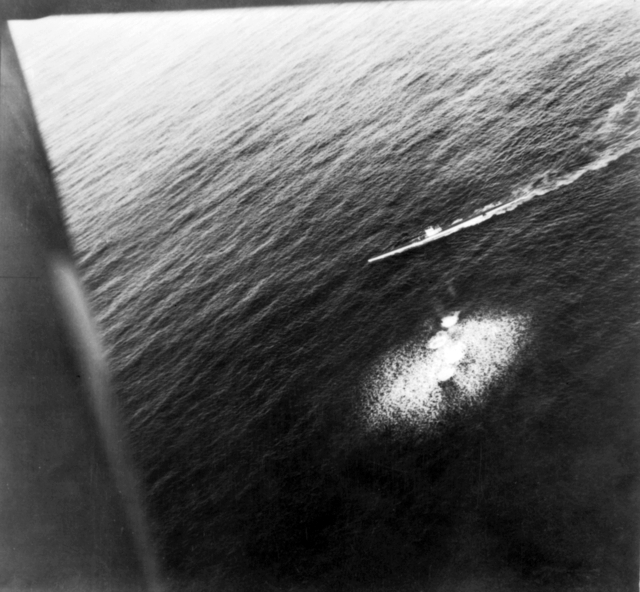
Повітряна атака на підводний човен U 26. 1 липня 1940 року

Будівництво підводних човнів типу I базувалося на типі Е-1, розробленому та побудованому в 1926—1927 роках для ВМС Іспанії німецькою компанією «Ingenieurskantoor voor Scheepsbouw», яка була заснована в Нідерландах, щоб обійти обмеження Версальського договору на збройні сили. Всього побудували два човни цього типу в 1935—1936 роках, U-25 та U-26. Обидва човни були виготовлені в Бремені на корабельні DeSchiMAG AG Weser.
До початку Другої світової війни обидва човни використовувалися як навчальні у 2-й флотилії підводних човнів Крігсмаріне, їх застосування в активних бойових діях не передбачалося через те, що субмаринами було дуже важко керувати на великих глибинах, проте через нестачу у крігсмаріне підводних човнів, вони все ж взяли активну участь у війні. U-25 з 1940, U-26 з 1939 року.
Передбачалося, що після тренувань на підводних човнах типу I у підводників не виникне проблем з іншими типами субмарин, які були більш маневрені.
Підводний човен U-25 зробив п'ять бойових походів, взяв участь у Датсько-Норвезькій операції по захопленню Данії. U-25 підірвався на міні та затонув 1 серпня 1940 року на міні.
U-26 зробив сім бойових походів, 1 липня 1940 року був потоплений англійською бомбою, весь екіпаж, 48 осіб, було врятовано.